# Mammea usambarensis
Mammea usambarensis är en tvåhjärtbladig växtart som beskrevs av B. Verdcourt. Mammea usambarensis ingår i släktet Mammea och familjen Calophyllaceae. Inga underarter finns listade i Catalogue of Life.